# 約翰遜峰
約翰遜峰（英語：Johnson Peaks）是南極洲的山峰，位於毛德皇后地的阿斯特里德公主海岸，屬於沃爾塔特山脈中彼得曼山脈的一部分，由德國探險隊發現和拍攝空中照片，現時由南極條約體系管理。